# Anawrahta
Anawrahta Minsaw (birmano: အနော်ရထာ မင်းစော; Bagan, 1015 - Bagan, 1078) fue el fundador del reino de Pagan. Considerado el padre de la nación birmana, Anawrahta transformó un pequeño principado de la zona árida de la Alta Birmania en el primer imperio birmano que constituyó la base de la Birmania moderna (Myanmar). La historia birmana históricamente verificable comienza con su ascensión al trono de Pagan en 1044.
Anawrahta unificó todo el valle del río Irawadi por primera vez en la historia, y puso las regiones periféricas, como los Estados de Shan y Rakáin (al norte de  Rakhine) bajo la soberanía pagan. Interrumpió con éxito el avance del Imperio jemer a través de la costa de la región de Tanintharyi y el valle del Alto Chao Phraya, convirtiendo a Pagan en uno de los dos reinos principales de Indochina.
Anawrahta, con una rigurosa disciplina, implementó una serie de importantes reformas sociales, religiosas y económicas que han tenido un impacto duradero en la historia de Birmania. Sus reformas sociales y religiosas evolucionaron más tarde hasta convertirse en la actual cultura birmana. Al construir una serie de presas, convirtió a las regiones áridas alrededor de Pagan en los principales graneros arroceros de la Alta Birmania, dando a la Alta Birmania una base económica duradera desde la cual favorecer el dominio del Valle de Irawadi y su periferia en los siglos siguientes. Legó un fuerte sistema administrativo que todos los reyes de Pagan continuaron hasta la caída de la dinastía en 1287. El éxito y la longevidad del dominio de Pagán sobre el valle del Irawadi sentaron las bases para el surgimiento de la lengua y la cultura birmanas, y la diseminación de la etnia birmana en la Alta Birmania.
El legado de Anawrahta traspasó con creces las fronteras de la actual Birmania. Su apego a la religión theravada y su éxito en detener el avance del Imperio jemer, un estado hindú, permitió el crecimiento de la escuela budista, que estaba en declive en otras partes del sur y el sudeste asiático, un alivio muy necesario y un refugio seguro. Ayudó a restaurar el budismo theravada en Ceilán, la cuna de la escuela budista. El éxito de la dinastía pagan llevó más tarde al establecimiento del budismo en Lanna (norte de Tailandia), reino de Sukhothai (centro de Tailandia), Lan Xang (Laos) y el Imperio jemer (Camboya) en los siglos XIII y XIV.
Anawrahta es uno de los reyes más famosos de la historia de Birmania. Las historias de su vida (leyendas) son parte del folclore birmano y son contadas en la literatura popular y el teatro.

## Juventud
«Anawrahta es considerado el primer rey histórico cuyos eventos durante su reinado pueden ser verificados por inscripciones en piedra, la juventud de Anawrahta, así como gran parte de la historia de la antigua Pagan, todavía está envuelta en leyendas, y debe ser tratada como tal (antes de Anawrahta, de todos los primeros reyes de Pagan, solo el reinado de Nyaung-u Sawrahan puede ser verificado independientemente a través de inscripciones en piedra)».
Anawrahta nació Min Saw (မင်းစော) en 1015. Según las crónicas birmanas, su padre era el rey Kunhsaw Kyaunghpyu y su madre, Myauk Pyinthe (literalmente, la reina del palacio del norte). Su padre sucedió al rey Nyaung-u Sawrahan, y se casó con tres de las principales reinas de Nyaung-u, dos de las cuales estaban embarazadas, y que dieron a luz a Kyiso y Sokkate. Kunhsaw crio a Sokkate y Kyiso como sus propios hijos. También tuvo un hijo, Anawrahta, en 1015 en el último año de su reinado.
Cuando los dos hijos mayores alcanzaron la edad adulta, obligaron a Kunhsaw a renunciar al trono y convertirse en monje. Kunhsaw vivía en el monasterio con su esposa e hijo Anawrahta. Kyiso primero se convirtió en rey, pero después de su muerte en 1020, Sokkate ascendió al trono.
Anawrahta creció a la sombra de sus dos hermanos. Se casó y tuvo un hijo, Sawlu, en 1039.

## Ascensión al trono
En 1044, Anawrahta reunió a algunos partidarios en las cercanías del monte Popa, y desafió a Sokkate a un combate (según la leyenda, la razón de su revuelta fue que Sokkate se había casado por la fuerza con su madre Myauk Pyinthe). En un solo combate, mató a Sokkate en Myinkaba, cerca de Pagan, y tomó el trono. Anwarahta ofreció el trono a su padre. Pero el antiguo rey, que ahora era un monje, se negó. El 16 de diciembre de 1044, Min Saw subió al trono bajo el título de Anawrahta, una forma birmana del nombre sánscrito Aniruddha (अनिरुद्ध). Su título real completo era Maha Yaza Thiri Aniruddha Dewa (မဟာ ရာဇာ သီရိ အနုရုဒ္ဓ ဒေဝ; en sánscrito: Mahā Rājā Śrī Aniruddha Devá). La historia de Birmania es en la actualidad menos conjetural.

## Inicio del reinado: consolidación de Birmania Central
Al principio, el principado de Anawrahta era una pequeña área de solo 320 kilómetros de norte a sur y unos 130 kilómetros de este a oeste, que comprendía los actuales distritos de Mandalay, Meiktila, Myingyan, Kyaukse, Yamethin, Magwe, Sagaing y Katha al este del río Irawadi, y las partes ribereñas de Minbu y Pakokku. Limitaba al norte con el reino de Nanzhao, y al este con la región poco habitada de las montañas Shan, al sur y al oeste con la ciudad de Pyu, y al sur con los mons.

### Reformas económicas
Los primeros actos de Anawrahta como rey fueron organizar su reino. Clasificó cada pueblo y cada aldea en función de la recaudación de impuestos que podía ofrecer. Hizo grandes esfuerzos para convertir las tierras áridas del centro de Birmania en un granero de arroz. Construyó el sistema de irrigación que todavía se utiliza hoy en día en la Alta Birmania. Reparó el lago Meiktila y construyó con éxito cuatro presas y canales (Kinda, Nga Laingzin, Pyaungbya, Kume) en el río Panlaung, y tres presas (Nwadet, Kunhse, Nga Pyaung) en el río Zawgyi (también trató de controlar el río Myitnge, pero fracasó, a pesar de todos sus esfuerzos. El trabajo duró tres años y hubo muchas muertes causadas por la fiebre). Poblaba con aldeas las zonas de nuevo desarrollo servidas por canales de irrigación. La región, conocida como Ledwin (literalmente, el país del arroz) se convirtió en el granero, la principal economía del norte del país.

### Organización militar
Anawrahta organizó el ejército de Pagan. Sus hombres de confianza, conocidos como los Cuatro Grandes Paladines de la historia de Birmania, eran:
Kyanzittha, su hijo y comandante general.
Nyaung-U Hpi, conocido como un gran nadador, nativo de Nyaung-U.
Nga Htwe Yu, antiguo coleccionista de cocos de Myinmu (cerca de Sagaing).
Nga Lon Letpe, ex granjero del cercano Monte Popa
También estaban a su servicio: Byatta (ဗျတ္တ), un musulmán (probablemente un marinero árabe) que naufragó en Thaton, y sus hijos Shwe Hpyin Gyi y Shwe Hpyin Nge, (que más tarde se unieron al panteón de espíritus birmanos como los hermanos Shwe Hpyin ရွှေဖျဥးညးညီနောင်).

## Fundación del Imperio de Pagan

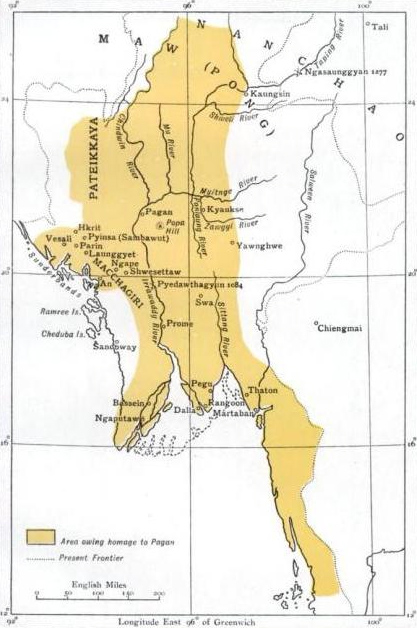
Império de Pagan, estimado por G.E. Harvey.

A mediados de la década de 1050, las reformas de Anawrahta convirtieron a Pagan en una potencia regional, y pensó en ampliarlo. Durante los siguientes diez años, Anawrahta fundó el Imperio de Pagan, con el valle del río Irawadi en el centro, rodeado de reinos tributarios.
«Las estimaciones de la extensión de su imperio varían mucho. Las crónicas de Birmania y Tailandia informan de un imperio que abarcaba la actual Birmania y el norte de Tailandia. Las crónicas tailandesas afirman que Anawrahta conquistó todo el valle de Menam y recibió tributos del rey jmer. Una  afirma que los ejércitos de Anawrahta invadieron el reino jemer y saquearon la ciudad de Angkor, y la otra va incluso más allá al decir que Anawrahta visitó Java para recibir homenajes Sin embargo, los historiadores occidentales (Harvey, Hall, et al.) refieren un imperio mucho más pequeño que consistía en el valle del río Irauadi y la periferia más cercana. Las placas de terracota que conmemoran sus victorias (que llevan su nombre en sánscrito) fueron encontradas a lo largo de la costa de Tanintharyi en el sur, en Katha en el norte, Thazi en el este y en Minbu en el oeste».

### Montañas Shan
Sus primeros esfuerzos se concentraron en la región de las montañas Shan , en el este y el norte. Conquistó la fidelidad de la gente de esa zona en dos etapas. A principios y mediados de la década de 1050, Anawrahta visitó por primera vez las colinas circundantes en el este y recibió homenajes. Fundó la pagoda Bawrithat en Nyaung Shwe. La segunda etapa tuvo lugar a finales de los años 1050 y principios de los 1060, después de su marcha al Reino de Nanzhao. Después de su regreso de la expedición a Nanzhao, los jefes de los shan a lo largo del camino rindieron homenajes a Anawrahta. Aun así, su lealtad era nominal y tuvo que fundar 43 fuertes a lo largo de las estribaciones orientales, de los cuales 33 aún existen como aldeas.
| Bhamo                          | Katha                               | Kyaukse                                 | Meiktila                          | Mogok                                                    | Mandalay                                                                                                 | Toungoo                | Yamethin  |
| ------------------------------ | ----------------------------------- | --------------------------------------- | --------------------------------- | -------------------------------------------------------- | --- | ---------------------- | --------- |
| - Kaungton - Kaungsin - Shwegu | - Yinkhe - Moda - Katha - Htigyaing | - Mekkaya - Ta On - Myinsaing - Myittha | - Hlaingdet - Thagaya - Nyaungyan | - Myadaung - Tagaung - Hinthamaw - Kyanhnyat - Sampanago | - Singu - Konthaya - Magwe Taya - Yenantha - Sonmyo - Madaya - Thakegyin - Wayindok - Taungbyon - Myodin | - Myohla - Kelin - Swa | - Shwemyo |

Los 43 fuertes fueron fundados por orden real emitida el 7 de febrero de 1061.

### Baja Birmania
Después de su primera campaña de Shan, Anawrahta ocupó los reinos hablantes del idioma mon en el sur, que, como Pagan, en realidad eran solo grandes ciudades-estado. Anawrahta recibió inicialmente una propuesta del gobernador de Pegu (Bago). Pero el reino de Thaton se negó a someterse. Los ejércitos de Anawrahta, dirigidos por los «Cuatro Paladines», invadieron el reino del sur a principios de 1057. El 17 de mayo de 1057, después de un asedio de tres meses de la ciudad de Thaton, las fuerzas de pagan conquistaron la ciudad. Según las tradiciones birmanas y mon, la razón principal de la invasión de Anawrahta fue que el rey Manuha de Thaton se negó a darle una copia del Canon Pali. (Anawrahta había sido convertido de su budismo ario nativo al theravada por Shin Arahan, un monje originario de Thaton.) De hecho, fue solo una exigencia para la sumisión escrita en lenguaje diplomático, y el verdadero propósito de su conquista de Thaton era impedir las conquistas del Imperio jemer en la cuenca del río Chao Phraya y la invasión de la costa de Tanintharyi.
La conquista de Thaton es vista como el punto de inflexión en la historia de Birmania. Según la reconstrucción tradicional, Anawrahta trajo consigo a Pagan, después de la conquista, más de 30 000 personas, muchas de ellas artesanos y artífices. Estos cautivos formaron una comunidad, que más tarde ayudó a construir miles de monumentos en Pagan. Los monumentos que sobreviven hasta el día de hoy rivalizan con los de Angkor Wat en esplendor.
La investigación más reciente del historiador Michael Aung-Thwin[19] ha argumentado enérgicamente que las contribuciones de Thaton a la transformación cultural de la Alta Birmania son una leyenda post-pagan sin pruebas contemporáneas, y que la Baja Birmania en realidad no tenía una política independiente sustancial antes de la expansión de Pagan, y que la influencia de los mon en el interior es muy exagerada. Posiblemente, en este período, la sedimentación del delta, que ahora se extiende desde la costa por cinco kilómetros en cada siglo, fue insuficiente, y el mar llegó aún más al interior, para mantener una población aún tan grande como la modesta población al final del período precolonial.
En cualquier caso, durante el siglo XI, Pagan se estableció en la Baja Birmania y este logro facilitó el creciente intercambio cultural, no solo con los monjes locales, sino también con la India y con el reducto theravada en Ceilán (Sri Lanka).

### Arakan
La siguiente conquista de Anawrahta fue el norte de Arakan (Rakáin). Marchó sobre el paso de montaña desde Ngape, cerca de Minbu, hasta An, en Kyaukphyu, y luego sitió Pyinsa, la capital de Arakan. Habría intentado llevarse a casa al gigantesco Buda Mahamuni, pero no pudo. Tomó las vasijas de oro y plata del santuario. Así como sucedió en las montañas Shan, la soberanía de Anawrahta sobre el norte de Arakan (separada por las montañas de Arakan) era nominal. Para algunos historiadores occidentales (Harvey, Lieberman), la «conquista» fue otro ataque más para impedir las incursiones de Arakan en Birmania. Aunque Pagan nunca estableció un sistema administrativo para gobernar eficazmente Arakan, continuó promoviendo una relación de vasallaje durante el resto del tiempo que duró la dinastía de Pagan, colocando ocasionalmente a uno de sus designados para que asumiera el trono de Arrakan. Además, la lengua y la escritura birmanas llegaron a dominar la costa de Arakan en los siglos siguientes. Bajo la influencia birmana, los lazos se acercaron a Ceilán (Sri Lanka) y el predominio gradual del budismo theravada.

### Pateikkaya
Anawrahta también recibió homenajes del reino budista de Pateikkaya (ပဋိက္ခယား). La ubicación del pequeño reino sigue siendo controvertida. Las crónicas birmanas reportan que la ubicación es al noroeste de Arakan y que sus reyes eran indios, pero el historiador británico G.E. Harvey dijo que su ubicación más probable era al este de las montañas Chin.

## Relaciones exteriores
Cuando su reino se expandió, Anawrahta entró en contacto con el reino de Nanzhao (el antiguo hogar de los birmanos) en el noreste, y en el sureste, con el Imperio jemer, el principal poder en Indochina en ese momento. Anawrahta ayudó a otros budistas de Ceilán en su guerra contra los invasores hindúes Chola.

### Imperio jemer
La conquista de Pagan de Thaton sacudió al mundo mon. Anawrahta también exigió tributo a otros reinos monásticos vecinos, Haripunjaya y Dvaravati (en la actual región del norte y centro de Tailandia). Haripunjaya supuestamente envió tributos, pero Dvaravati en cambio invadió Tanintharyi. Anawrahta envió sus ejércitos, de nuevo liderados por los «cuatro paladines», que expulsaron a los invasores. Las crónicas birmanas se refieren al reino de Camboya como el límite sudeste del Imperio Pagan.

### Reino de Nanzhao
Después de interrumpir el avance jemer, Anawrahta dirigió su atención a Nanzhao. Aproximadamente en 1059, Anawrahta dirigió una campaña contra el reino en el noreste. Avanzó hasta la xiudad de Dali, capital del reino de Nanzhao, presumiblemente para buscar una reliquia del diente de Buda. Exactamente como lo había hecho anteriormente con respecto a la petición de las Escrituras en Thaton. El gobernador de Nanzhao cerró las puertas de la ciudad y no entregó la reliquia. Después de una larga pausa, los dos reyes intercambiaron regalos y hablaron amistosamente. El gobernante de Nanzhao le dio a Anawrahta una imagen de jade que había entrado en contacto con el diente.

### Ceilán
En 1069, Vijayabahu I de Ceilán pidió ayuda a Anawrahta contra los invasores Chola de Tamilakam. En 1071, Vijayabahu, que había derrotado a los cholas, pidió a Anawrahta que le enviara sagradas escrituras y monjes. Las invasiones de Chola habían dejado el hogar original del budismo con tan pocos monjes que era difícil convocar un capítulo y validar las ordenaciones. Anawrahta envió a los monjes y las escrituras, y un elefante blanco como regalo a Vijayabahu. Los monjes birmanos ordenaron o reordenaron a todo el clero de la isla. A cambio, el rey de Ceilán dio una réplica del diente de Buda que Ceilán estaba muy orgulloso de poseer. La réplica fue consagrada en la pagoda de Lawkananda en Pagan.

## Administración

### Construcción de la nación
El mayor logro de Anawrahta fue la consolidación de varios grupos étnicos en una sola nación. Se ocupó de que su propio pueblo, los birmanos, no humillaran a otros pueblos. Continuó mostrando respeto por los pyus, que recientemente habían perdido su gran influencia. Conservó el nombre de Pyu para su reino, aunque estaba bajo el liderazgo de los birmanos. Mostró respeto por los mons y animó a su pueblo a aprender de ellos.
Anawrahta reemplazó a los reyes de la Baja Birmania (Pegu y Thaton) con gobernadores. En Pegu, permitió que el rey siguiera siendo un rey vasallo en reconocimiento a la ayuda que recibió en la última conquista de Anawrahta de Thaton. Pero después de la muerte del rey vasallo, nombró a un gobernador para que tomara su lugar. Debido a las distancias geográficas, otras áreas tributarias como Arraq y las montañas Shan fueron autorizadas a mantener a sus líderes hereditarios.

### Reformas religiosas

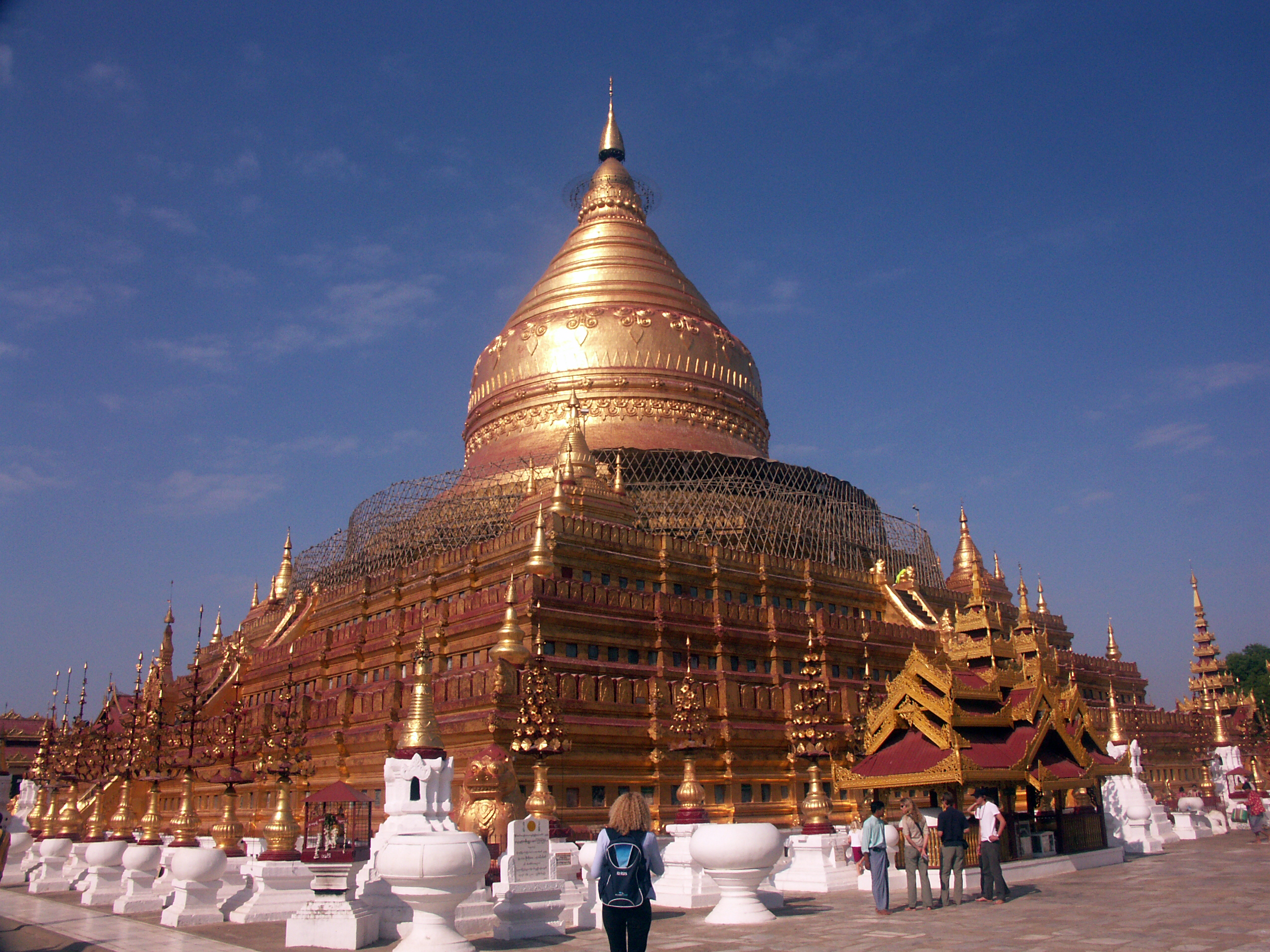
Pagoda de Shwezigon en Nyaung-U.

En 1056, un monje mon del budismo theravada llamado Shin Arahan hizo una fatídica visita a Pagan, y convirtió a su rey Anawrahta, que era un ario budista, al hteravada. El rey estaba insatisfecho con el enorme poder sobre la gente de los monjes arios, y consideraba que los monjes, que comían por la noche, bebían licor, presidían los sacrificios de animales y disfrutaban de una especie de derecho de pernada, depravado. En el budismo theravada encontró un sustituto para romper el poder del clero.
A partir de 1056, Anawrahta implementó una serie de reformas religiosas en todo su reino. Sus reformas ganaron fuerza después de su conquista de Thaton, que trajo muchas escrituras necesarias y el clero del reino derrotado. Anawrahta rompió el poder de los monjes primero al declarar que su corte ya no importaría si la gente dejaba de encomendar sus hijos a los sacerdotes. Los que estaban en cautiverio de los sacerdotes obtendrían la libertad. Algunos de los monjes simplemente siguieron la nueva religión. Pero la mayoría de los monjes que habían ejercido el poder durante tanto tiempo no se rindieron. Anawrahta los desterró en gran número; muchos de ellos huyeron al monte Popa y a las montañas Shan. 12] Utilizó los espíritus nat tradicionales para atraer a la gente a su nueva religión. Cuando se le preguntó por qué permitía que los nat fueran colocados en templos y pagodas budistas, Anawrahta respondió: «Los hombres no vendrán a causa de la nueva fe. Que se acerquen a sus antiguos dioses, y poco a poco serán conquistados»[27].
A instigación de Shin Arahan, Anawrahta intentó reformar el budismo theravada que recibió de Thaton, el cual, según se informa, se encontraba en estado de decadencia y estaba cada vez más influenciado por el hinduismo (las crónicas de los mons indicaban que Manuha fue reprendido por hacer un compromiso con el hinduismo). Shin Arahan dejó Thaton porque estaba insatisfecho con la decadencia del Budismo allí.) Hizo de Pagán un centro de aprendizaje para eruditos mons invitados, de Ceilán, así como de la India, donde el budismo estaba muriendo y recibiendo un tiro de gracia de los conquistadores musulmanes. Los estudios ayudaron a revitalizar una forma más ortodoxa de budismo theravada.
Ciertamente, sus reformas no pudieron y no lograron el resultado deseado en poco tiempo. La difusión del budismo en la Alta Birmania fue gradual; tomó más de tres siglos. Su sistema monástico solo logró penetrar en las aldeas de las zonas más remotas en el siglo XIX. Sus descendientes, conocidos como monjes que viven en los bosques, siguieron siendo una poderosa fuerza patrocinada por la realeza hasta la época del reino de Ava en el siglo XVI. Asimismo, el culto a la naturaleza continúa (hasta el día de hoy). Incluso el budismo theravada de Anawrahta, Kyansittha y Manuha todavía sufría una fuerte influencia del hinduismo en comparación con otros patrones más ortodoxos posteriores (siglos XVIII y XIX). Los elementos tántricos, shivaístas y visnuistas gozaron de mayor influencia de la que tendrían más tarde, lo que refleja la relativa inmadurez de la cultura de alfabetización temprana de Birmania y su receptividad indiscriminada a las tradiciones no birmanas. De hecho, aún hoy el budismo en Birmania contiene muchos elementos animistas, mahāyānos e hindúes.
Sin embargo, el budismo theravada, según los estándares poco ortodoxos actuales, encontró protección real en Anawrahta. Sus reformas permitieron el crecimiento del budismo theravada en Birmania y el sudeste asiático.
Fue el primero de los «Constructores de Templos» de Pagán. Su monumento principal era la pagoda de Shwezigon. Las obras de construcción comenzaron en 1059, pero aún no habían terminado en el momento de su muerte dieciocho años más tarde. También construyó la pagoda de Shwesandaw al sur de Pagan para albergar las reliquias de cabello presentadas por Pegu. Más lejos, construyó otras pagodas, como las de Shweyinhmyaw, Shwegu y Shwezigon, cerca de Meiktila.

### Invención del alfabeto birmano
Anawrahta también encargó la invención del alfabeto birmano basado en el alfabeto mon. La primera prueba del alfabeto birmano data de 1058, un año después de la conquista de Thaton, aunque la ortografía rústica y variable indica que los escribas seguían experimentando. (Una escritura birmana más estable surgió una generación después de la muerte de Anawrahta: la inscripción en la Roca Myazedi escrita en 1113).

### Estilo de gobierno
Anawrahta fue un rey enérgico que implementó muchos cambios políticos, socioeconómicos y culturales profundos y duraderos. Era admirado y temido, pero no amado por sus súbditos.
El historiador Htin Aung escribe:
«Anawrahta era despiadado y duro, no especialmente con un grupo étnico en particular, sino con todos sus súbditos, pues consideraba que se necesitaban medidas duras para construir una nueva nación. Nunca aceptó el culto del dios.rey, y era impaciente, incluso con los dioses que su pueblo adoraba; los hombres incluso decían que había derrotado a los dioses con su lanza. Logró sus objetivos, pero sólo al precio de su propia popularidad. Sus súbditos lo admiraban y temían, pero no lo amaban. Su orden de ejecutar a dos jóvenes héroes debido a una insignificante falta de disciplina tras el final de su campaña en Nanzhao enfureció a la gente, y para apaciguarles, declaró que los dos héroes muertos eran dioses que ahora podían ser venerados. Su actitud hacia la fuga de Kyansittha aumentó su popularidad, aunque esta acción, al menos, fue justificada por el gran campeón, como Lancelot de la la Mesa Redonda, que estaba enamorada de una de sus reinas».
(La reina enamorada de Kyansittha era Manisanda Khin U.) Los dos jóvenes héroes que fueron ejecutados fueron Shwe Hpyin Gyi y Shwe Hpyin Nge, que más tarde entraron en el panteón de los espíritus nat birmanos.)
Pero la gente lo admiraba y lo temía, y fue capaz de implementar muchas de sus ambiciosas y multifacéticas reformas.

## Muerte
Anawrahta murió en 1078 a las afueras de Pagan. Las crónicas birmanas reportan que sus enemigos le tendieron una emboscada y lo mataron y luego escondieron su cuerpo de tal manera que nunca fue encontrado. Las crónicas narran que un espíritu nat apareció en forma de búfalo salvaje y lo hirió hasta la muerte, y luego los demonios se llevaron su cuerpo.

## Legado
Anawrahta es considerada uno de los reyes más grandes, si no el más grande, de la historia de Birmania, ya que creó la primera «base política» de lo que más tarde sería la actual Birmania. No solo expandió el reino de Pagan, sino que también implementó una serie de reformas políticas y administrativas que permitieron a su imperio dominar todo el valle del Irawadi y su periferia durante más de 250 años.
El legado de Anawrahta fue mucho más allá de las fronteras de la actual Birmania. El éxito y la longevidad del dominio de Pagan sobre el Valle del Irawadi sentaron las bases para el surgimiento de la lengua y la cultura birmanas, la propagación de la etnia birmana en la Alta Birmania. Su difusión del budismo había tenido éxito en detener el avance del Imperio jemer, un reino hindú, ya que la escuela budista estaba en declive en otras partes del sur y el sudeste asiático, lo que les proporcionó el alivio necesario y un refugio seguro. Ayudó a reiniciar el budismo theravada en Ceilán, el hogar original de la escuela budista. El éxito de la dinastía de pagan hizo que el budismo aumentara más tarde en Lanna, Sion, Lan Xang y Camboya en los siglos XIII y XIV.

## En la cultura popular
Las historias y leyendas sobre la vida de Anawrahta siguen siendo un tema popular del folclore birmano. El triángulo amoroso de Anawrahta, Kyansittha y Manisanda, así como la triste historia de Saw Mon Hla, una de sus reinas, son temas del teatro birmano. Debido a su reputación como una severa figura paterna, no es el personaje central de estas historias donde el protagonista principal es invariablemente el romántico rey soldado Kyansittha.